# Alla vi barn i Bullerbyn (film, 1986)
Alla vi barn i Bullerbyn är en svensk film som hade biopremiär i Sverige den 6 december 1986, i regi av Lasse Hallström. I huvudrollerna ses Anna Sahlin, Henrik Larsson, Linda Bergström, Crispin Dickson Wendenius, Ellen Demérus och Harald Lönnbro. Den följdes av Mer om oss barn i Bullerbyn (1987).

## Handling
Filmen utspelar sig i Småland år 1928, vi får följa barnen Anna, Lisa, Britta, Bosse, Lasse och Olle.
Lisa (som även är den som berättar) bor med sina bröder Lasse och Bosse och föräldrar i Mellangården. Systrarna Britta och Anna bor med sina föräldrar och farfar i Norrgården. Och Olle bor med sin lillasyster Kerstin och föräldrar i Sörgården. I Bullerbyn finns även pigan Agda och drängen Oskar.
Man får följa med Bullerby-barnen under deras sommarlov, det innebär allt mellan kräftfiske, rovgallring, midsommarfirande, skattletande, nätter på höskullen och nattliga äventyr på spaning efter Näcken.
Lisa och Anna går också och handlar åt sina mammor, men hur de än gör så lyckas de alltid glömma någonting som till exempel falukorv, trots att de sjunger en visa om allt de ska köpa. Olle får även låna hunden Svip medan ägarens, skomakare Snälls, vrickade fot läker.

## Om filmen

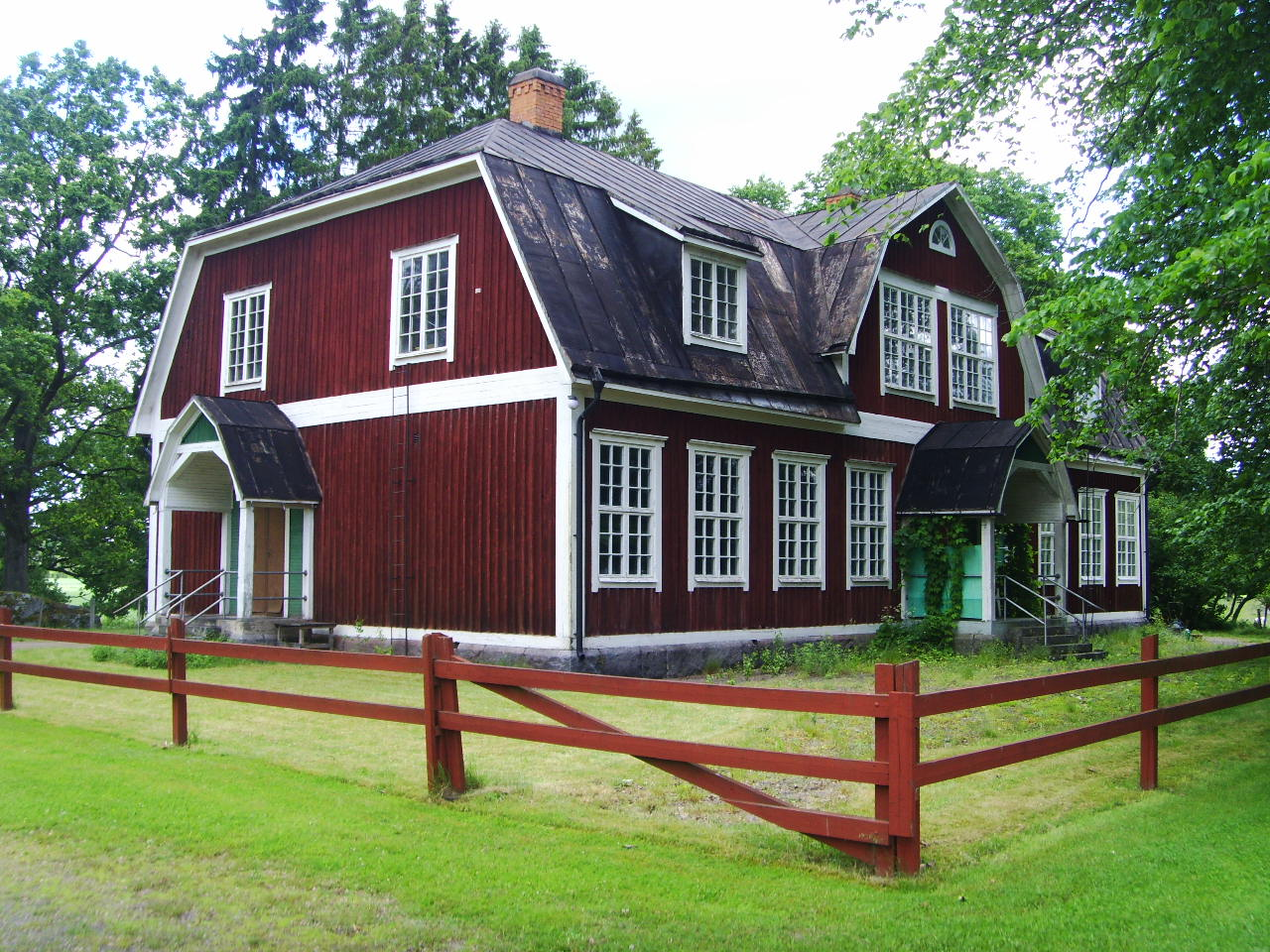
Tveta skola i Hultsfreds kommun tjänade som skolan i Storbyn vid inspelningarna.

Filmen premiärvisades 6 december 1986 på biografer över hela landet. Som förlaga låg Astrid Lindgrens barnböcker Alla vi barn i Bullerbyn, Mera om oss barn i Bullerbyn och Bara roligt i Bullerbyn. Astrid Lindgren stod helt själv för manuset.
Inspelningarna gjordes i Sevedstorp, Astrid Lindgrens fars barndomshem, cirka en mil väster om Vimmerby och skolan som barnen i filmen går i är Tveta skola, som ligger bredvid Tveta kyrka i Mörlunda socken Hutsfreds kommun. Astrid Lindgren skrev böckerna med hjälp av sina egna minnen och säger att hon själv var lite av ett Bullerby-barn. Inomhusscenerna är dock inte inspelade i Sevedstorp eftersom de som ägde husen bodde kvar när inspelningarna ägde rum.
1987 kom filmens uppföljare Mer om oss barn i Bullerbyn och 1989 klipptes de bägge filmerna om till en TV-serie i sju avsnitt, där 1986 års film motsvarar de tre första avsnitten och första halvan av fjärde: ”När sommarn kommer till Bullerbyn”, ”Vi har en elak skomakare i Bullerbyn”, ”Midsommar i Bullerbyn” och ”När vi fångar kräftor då är det snart slut på sommarlovet”.

## Rollista
- Anna Sahlin - Anna
- Henrik Larsson - Bosse
- Linda Bergström - Lisa (även berättarröst)
- Crispin Dickson Wendenius - Lasse
- Ellen Demérus - Britta
- Tove Edfeldt - Kerstin
- Harald Lönnbro - Olle
- Sören Petersson - Norrgårds-Erik
- Ann-Sofie Knape - Norrgårds-Greta
- Ingwar Svensson - Mellangårds-Anders
- Elisabeth Nordkvist - Mellangårds-Maja
- Bill Jönsson - Sörgårds-Nisse
- Catti Edfeldt - Sörgårds-Lisa
- Louise Raeder - pigan Agda
- Peter Dywik - drängen Oskar
- Sigfrid Eriksson - farfar
- Olof Sjögren - skomakare Snäll
- Ewa Carlsson - lärarinnan
- Lasse Ståhl - handlaren
- Willy Turesson - Johan i kvarnen

## Filmmusik i urval
- "Den blomstertid nu kommer", sjungs av barnen på skolavslutningen
- "Uppå källarbacken", sjungs i dansen kring midsommarstången
- "Alla ska sova för nu är det natt", text: Astrid Lindgren, sjungs av Lisa, Anna och Britta när de sover på höskullen